# Мун Сон Хьон
Мун Сон Хьон (кор. 문성현, Mun Seong-hyeon; нар. 2 червня 2006) — південнокорейський актор.

## Фільмографія

### Телесеріали
| Рік       | Назва                              | Роль                            | Прим.             |
| --------- | ---------------------------------- | ------------------------------- | ----------------- |
| 2021      | «Привіт, я!»                       | Чхе Сон Ву / Чхе Чі Су          | [ 2 ] [ 3 ]       |
| 2021      | «Вінченцо»                         | молодий Чан Хан Сок             | [ 4 ] [ 5 ]       |
| 2021      | «Ча-Ча-Ча на узбережжі»            | молодий Хон Ду Сік              | [ 3 ] [ 4 ]       |
| 2021      | «Один єдиний»                      | молодий Мін У Чон               | [ 3 ] [ 6 ]       |
| 2022      | «Падаючі зірки»                    | молодий Гон Те Сон              | [ 4 ] [ 5 ]       |
| 2022      | «Алхімія душ»                      | молодий Со Юль                  | [ 4 ] [ 5 ]       |
| 2022      | «O'PENing — Акція середньої школи» | Лі Ро Вун                       | [ 3 ] [ 2 ]       |
| 2022      | «Під парасолькою королеви»         | Принц Сімсо                     | [ 4 ] [ 5 ] [ 7 ] |
| 2022      | «Переродитись багатим»             | молодий Джин Син Чжун           | [ 4 ] [ 5 ] [ 8 ] |
| 2022–2023 | «Розуміння кохання»                | молодий Ха Сан Су               | [ 9 ]             |
| 2023      | «Закохані»                         | молодий Лі Чан Хьон             | [ 10 ]            |
| 2024      | «Королева сліз»                    | молодий Пек Хьону               | [ 11 ]            |
| 2024      | «Красуня і пан Романтик»           | Ко Дечхун / молодий Ко Пхільсин | [ 12 ]            |

### Вебсеріали
| Рік  | Назва               | Роль               | Прим.             |
| ---- | ------------------- | ------------------ | ----------------- |
| 2022 | «Король свиней»     | молодий Кан Мін    | [ 3 ] [ 2 ] [ 5 ] |
| 2022 | «Акції ідуть вгору» | підліток Ім Є Джун | [ 13 ]            |
| 2024 | «Голова класу 9»    | На Ісу             | [ 14 ]            |

### Як ведучий
| Рік         | Назва    | Коментр(і)          | Прим.  |
| ----------- | -------- | ------------------- | ------ |
| 2024–донині | Inkigayo | з Лісо та Хан Юджін | [ 15 ] |

## Нагороди та номінації
| Церемонія нагородження      | Рік  | Категорія            | Номінант / Робота        | Результат | Прим.  |
| --------------------------- | ---- | -------------------- | ------------------------ | --------- | ------ |
| Премія «Зірок МААТР»        | 2024 | Найкращий юний актор | «Королева сліз»          | Номінація | [ 16 ] |
| Премія KBS за акторську гру | 2024 | Найкращий юний актор | «Красуня і пан Романтик» | Перемога  | [ 17 ] |